# Lázaro Vinicius Alves Martins
Lázaro Vinicius Alves Martins, meglio noto come Lázaro (Ipatinga, 28 giugno 1990), è un calciatore brasiliano, difensore del Marília.